# Jerusalemer Altstadt
Die Altstadt von Jerusalem (arabisch البلدة القديمة al-Balda al-Qadīma; 
hebräisch הָעִיר הָעַתִּיקָה HaʿĪr haʿAttīqah; armenisch Երուսաղեմի հին քաղաք Yerusaghemi hin k'aghak') erstreckt sich auf einer Fläche von knapp 1 km². Sie ist definiert als das Areal, das von der Stadtmauer Süleymans des Prächtigen aus dem 16. Jahrhundert umschlossen wird. Außerhalb dieser Mauern befinden sich zwei Gebiete, die historisch zur Stadt Jerusalem gehören: der Berg Zion im Südwesten, an dem die Traditionen des Davidsgrabs (jüdisch) und des Abendmahlssaals (christlich) haften, und die sogenannte Davidsstadt im Südosten, ein Felssporn, auf dem sich das Urusalim oder Uruschalimum der mittleren Bronzezeit, beziehungsweise das Jerusalem der Eisenzeit befand. Die durch die Mauern Süleymans definierte Altstadt ist also gegenüber früheren Perioden der Stadtgeschichte ein Stück nordwärts versetzt.

## Geschichte
Zwar hatte das antike Jerusalem unter Herodes Agrippa I. seine maximale Ausdehnung erreicht und umschloss im Norden wie im Süden Gebiete, die außerhalb der heutigen Altstadt lagen (siehe: Holyland-Modell der Stadt Jerusalem), doch bedeutete die Zerstörung der Stadt im Jahr 70 n. Chr. eine Zäsur in der Stadtentwicklung. Einzig das Tempelareal blieb durch seine mächtigen Umfassungsmauern eindeutig definiert.
Die (nicht ummauerte) Neugründung Kaiser Hadrians, Aelia Capitolina, nimmt ungefähr den Raum ein, der später durch die Altstadtmauern begrenzt wurde: Die Zivilstadt befand sich im Norden auf dem Areal des christlichen und muslimischen Viertels, das Standlager der Legio Decima Fretensis im Süden, im Bereich des Armenischen und des Jüdischen Viertels. Von jetzt an ging die Entwicklung der Stadtgrenzen und der wichtigsten Straßen kontinuierlich weiter, so dass sie sich mit dem heutigen Stadtplan in Verbindung bringen lassen. Beispiele:
- Forum und byzantinischer Marktplatz: Muristan
- Cardo Maximus: Suq Chan ez-Zeit, dreifacher Suq, Rechov Chabad
- Cardo Secundus: Tariq al-Wad
- Decumanus: Tariq Bab as-Silsila, David Street

Das byzantinische Jerusalem hatte im Norden, Westen und Osten bereits den heutigen Stadtmauerverlauf, schloss aber im Süden die Davidsstadt und den Zion mit ein, so dass ein Stadtareal von etwa 120 ha entstand (Mauer der Kaiserin Eudokia, 443–460).
In frühislamischer Zeit wurde dann die Südgrenze der Stadt auf der heutigen Linie gezogen, doch war der Zionsberg unter den Ajjubiden mit Mauer und Turm umfasst. Als Al-Muʿazzam 1219 die Stadtmauern von Jerusalem niederlegen ließ, wanderte die nun schutzlose Bevölkerung zu einem großen Teil ab. So bedeutete es eine Wende in der Stadtentwicklung, als Süleyman der Prächtige durch den Architekten Sinan Pascha und auf den Resten der früheren Stadtbefestigung eine repräsentative Mauer um Jerusalem bauen ließ.
Folgende Faktoren führten im 19. Jahrhundert zu einem Wachstum Jerusalems zur Großstadt:
- Einwanderung von Juden aus der Diaspora (wobei Jerusalem bevorzugt von religiösen Einwanderern als Ziel gewählt wurde);
- Erwerb großer Flächen durch christliche Organisationen;
- Bevölkerungswachstum der einheimischen Palästinenser.[3]

Die ummauerte Altstadt war nur mehr ein kleiner Teil dieses neuen Jerusalem, „an dessen Mauern sich im Norden und Westen direkt slumartige Wohnquartiere anschlossen.“
Die Großmächte des 19. Jahrhunderts richteten sich in der Altstadt von Jerusalem eine sichtbare Präsenz ein. Den Anfang machten die Briten mit dem Bau der Christuskirche (1843). „Jede Nation wollte Jerusalem in ihrem Sinne prägen und eigene architektonische Akzente setzen.“
Der Bürgermeister Hussein al-Husseini übergab die Stadt am 9. Dezember 1917 kampflos an die britische Armee, so dass General Edmund Allenby am 11. Dezember in Jerusalem einziehen konnte. 1920 wurde das Völkerbundsmandat für Palästina errichtet, das auch Jerusalem umfasste. In dieser Zeit kam es wiederholt zu gewalttätigen Auseinandersetzungen zwischen Juden und Muslimen. Im gegen das britische Mandat gerichteten Arabischen Aufstand 1936–1939 hatten die Rebellen im Oktober 1938 kurzzeitig die Kontrolle über die Altstadt. Als 1948 der Palästinakrieg ausbrach, war sie heftig umkämpft und wurde in der Folge von Jordanien besetzt und 1950 annektiert. Für die nächsten 19 Jahre gehörte die Altstadt zum jordanisch kontrollierten Ostjerusalem. Während dieser Zeit war die Altstadt nach Westen hin abgeriegelt, die westlichen Altstadttore wurden vermauert. Sie verfiel in den folgenden Jahren zusehends, insbesondere das Jüdische Viertel.
1967 während des Sechstagekriegs eroberten israelische Truppen die Altstadt, und die Jerusalemer Stadtverwaltung wurde auf Ostjerusalem mit der darin liegenden Altstadt ausgeweitet. Die Stadtverwaltung hat seither im gesamten Altstadtgebiet viele Gebäude saniert oder neu aufgebaut. Die Anbauten an die Stadtmauer wurden abgerissen, ein Ring von Parkanlagen um die Altstadt ist mittlerweile weitgehend realisiert. Die Wohnsituation in Ostjerusalem wird dadurch erschwert, dass es aufwendig und teuer ist, Baugenehmigungen zu erhalten, die jedes Jahr erneuert werden müssen; in der Folge wird oft illegal und unkontrolliert gebaut.

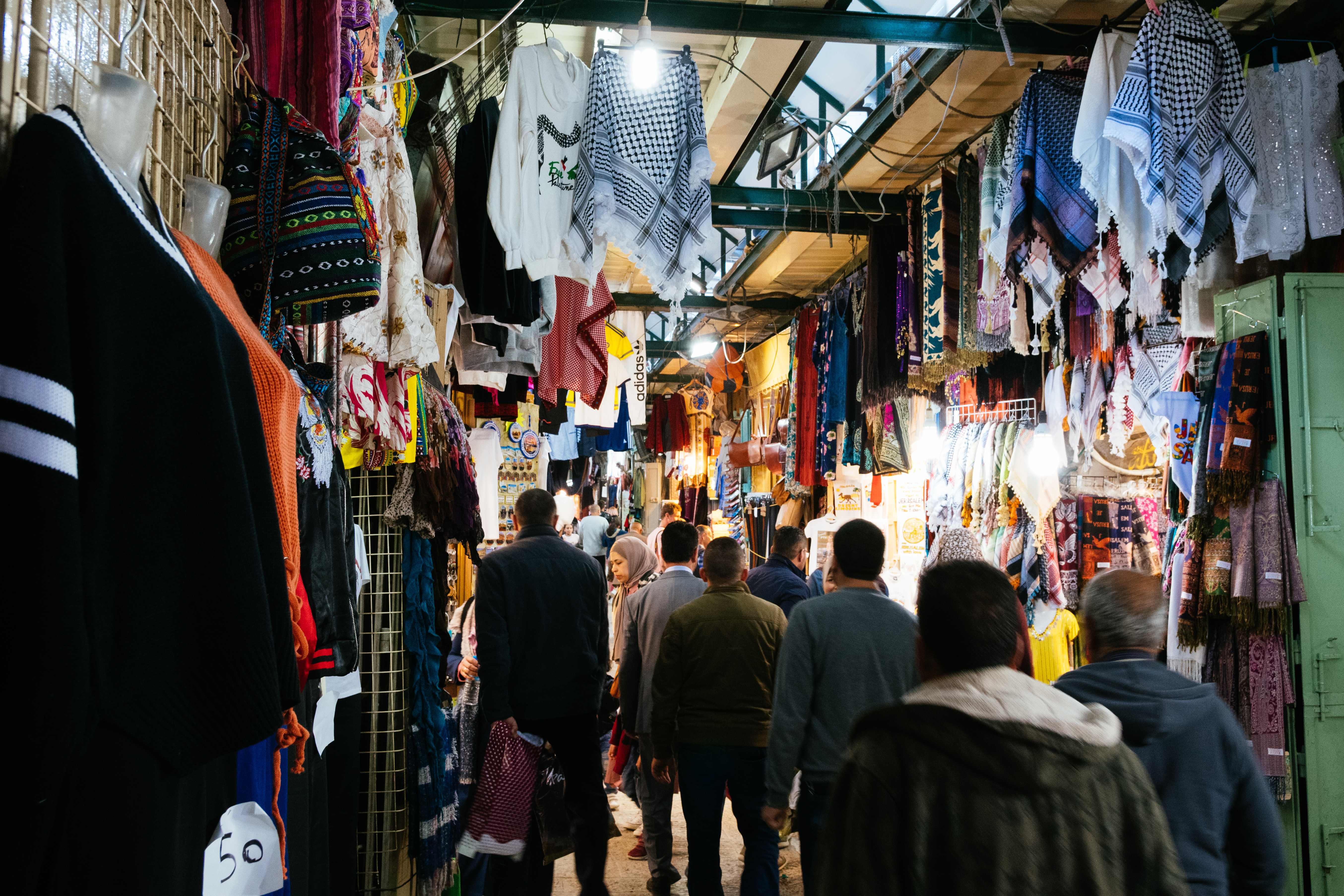
Eine Gasse in der Jerusalemer Altstadt mit ihren charakteristischen Märkten.

Im Jerusalemgesetz von 1980 wurde die gesamte Stadt als Einheit und „unteilbare Hauptstadt Israels“ definiert.

## Weltkulturerbe
Die Jerusalemer Altstadt wurde von Jordanien für die Aufnahme in das UNESCO-Welterbe vorgeschlagen. Auf seiner vierten Sitzung beschloss das Welterbekomitee 1980, den Vorschlag zu prüfen. Nachdem der Vorschlag vom Internationalen Rat für Denkmalpflege befürwortet worden war, beantragte die israelische Regierung, dass ein Repräsentant Israels zu den Beratungen eingeladen würde. Auf Antrag von 17 seiner 20 Mitglieder trat das Welterbekomitee im September 1981 in Paris zu seiner ersten außerordentlichen Sitzung zusammen. Zu Beginn der Sitzung beantragte der Delegierte der USA, Israel als dem Staat, der für die Verwaltung Jerusalems zuständig sei und der die de facto Kontrolle über die Altstadt von Jerusalem ausübe, ein Rederecht einzuräumen. Dieser Antrag wurde jedoch mit der Begründung abgewiesen, dass ein Repräsentant Israels nicht zur Sitzung eingeladen werden könne, da Israel kein Vertragsstaat der Welterbekonvention sei. Israel nahm die Welterbekonvention erst 1999 an.
Nachdem der jordanische Delegierte den Vorschlag in der Sitzung vorgestellt hatte, wurde in der anschließenden Diskussion die weitverbreitete Zustimmung dazu deutlich, ein so herausragendes Kulturgut wie die Altstadt von Jerusalem in die Welterbeliste aufzunehmen. Jedoch wurden auch Bedenken geäußert, inwieweit Jordanien die rechtlichen Voraussetzungen erfülle, einen derartigen Vorschlag vorzulegen. In namentlicher Abstimmung wurde schließlich mit 14 Für- und einer Gegenstimme sowie fünf Enthaltungen beschlossen, die Stätte unter der Bezeichnung Altstadt und Stadtmauern von Jerusalem als Weltkulturerbestätte in die Welterbeliste aufzunehmen. Die Eintragung erfolgte aufgrund der Kriterien (ii), (iii) und (vi). Die Vertreter von 9 Vertragsstaaten gaben Erklärungen zu ihrer zustimmenden oder ablehnenden Stimme bzw. Enthaltung zu Protokoll, in denen betont wird, dass diese Entscheidung keinerlei Implikation über die Zugehörigkeit Jerusalems zu einem bestimmten Staat beinhalte.
Die Welterbestätte ist keinem Staat zugeordnet, sondern separat unter „Jerusalem (auf Vorschlag von Jordanien)“ in die Welterbeliste eingetragen. Auf Grund der besonderen politischen Situation und des unklaren politischen Status von Jerusalem wurde die Stätte 1982, wiederum auf Vorschlag von Jordanien, auf die Liste des gefährdeten Welterbes gesetzt.
Das Welterbekomitee sieht es als seine besondere Aufgabe an, die Entwicklung der Altstadt und den Erhalt ihrer Denkmäler zu überwachen und zu unterstützen. Zuletzt musste es 2007 vermittelnd in den Streit um die Rekonstruktion einer Rampe einschreiten, die neben der Klagemauer am Dungtor in die Altstadt führt. Diese war Ende 2004 nach heftigen Regenfällen beschädigt worden. Die von der israelischen Stadtverwaltung durchgeführten Grabungen zur Untersuchung des Baugrunds für die Reparatur führten zu scharfen Protesten der arabischen Waqf, die die alleinige Autorität für die Verwaltung der Altstadt beansprucht.

## Der Tempelberg

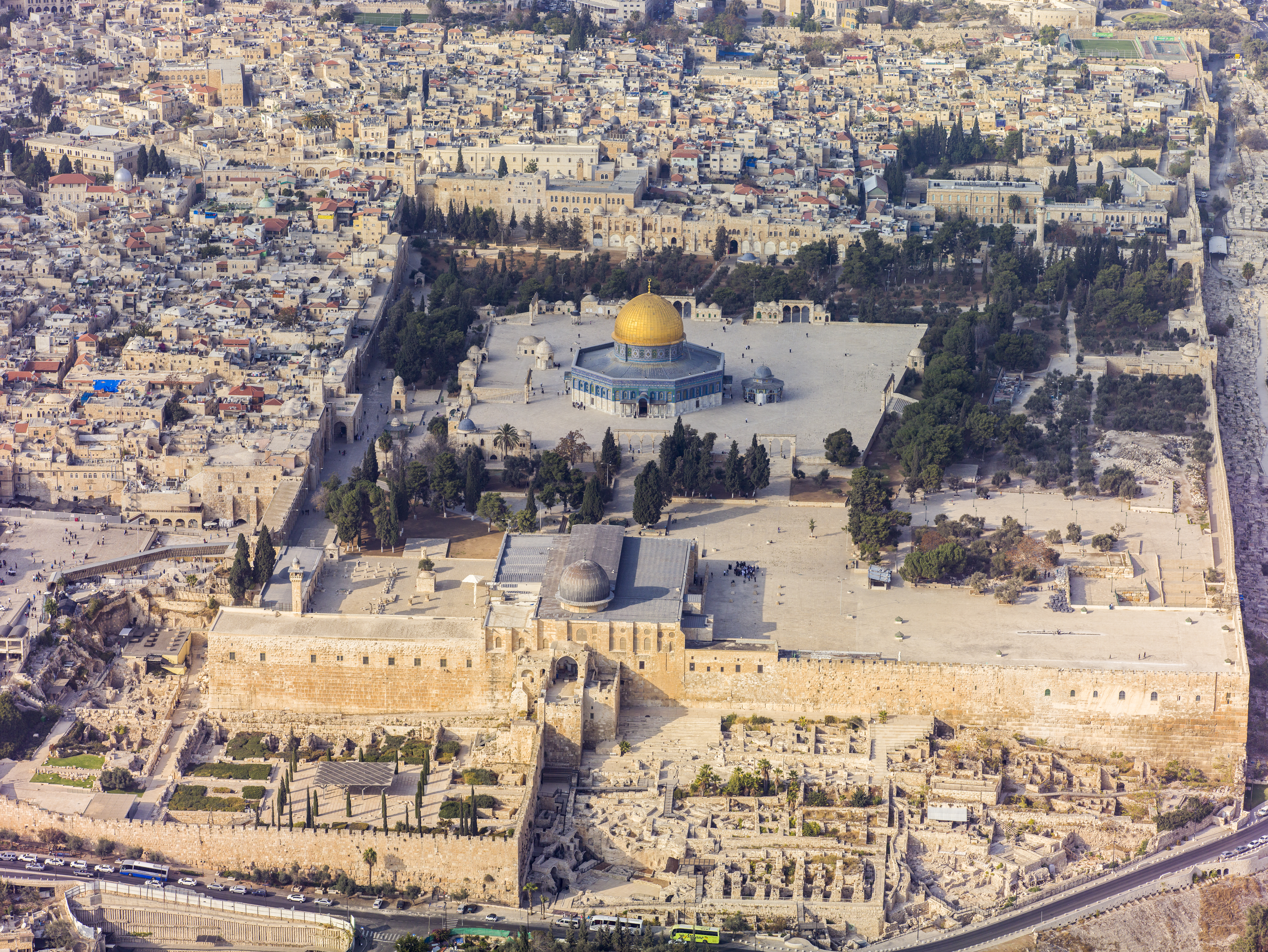
Tempelberg von Süden

Der Tempelberg mit der al-Aqsa-Moschee und dem Felsendom dominiert die Altstadt von Jerusalem. Hier befand sich das zentrale Heiligtum des Judentums und befindet sich gegenwärtig eines der wichtigsten Heiligtümer des Islam. Nach der Eroberung durch israelische Streitkräfte im Sechstagekrieg 1967 wurde der Tempelberg der autonomen Verwaltung des Waqf übergeben.
Der Tempelberg wird als zur Altstadt gehörend betrachtet, da die Stadtmauer an die östliche und südliche Stützmauer des Tempelbergs anschließt, und der Tempelberg nur von innerhalb der Altstadtmauern betreten werden kann. Gesondert betrachtet und genannt wird er, da er unbewohnt ist und keinem der Altstadtviertel zugeordnet ist.

## Die einzelnen Viertel

Die Viertel der Jerusalemer Altstadt mit der Stadtmauer und ihren Toren

Die Aufteilung der bewohnten Altstadt in vier Viertel bildete sich im 19. Jahrhundert heraus, vereinfachte aber die komplexere Realität. Das soll am Beispiel zweier Quellen des Jahres 1856 gezeigt werden:
| Barclay                                                                                     | Van de Velde |
| ------------------------------------------------------------------------------------------- | --- |
| Jüdisches Stadtviertel (mit einem besonderen Wohngebiet der Peruschim)                      | Jüdisches Viertel mit drei Nachbarschaften |
| Muslimisches Stadtviertel, aufgeteilt in die Wohngebiete der Türken, Araber und Maghrebiner | Muslimisches Stadtviertel mit sieben Nachbarschaften |
| Christliches Stadtviertel, aufgeteilt in Quartiere für Armenier, Lateiner und Griechen      | Christliches Stadtviertel mit zwölf Nachbarschaften |
|                                                                                             | Armenisches Stadtviertel mit drei Nachbarschaften (einer Quelle von 1876 zufolge bestand eine der Nachbarschaften des Viertels aus Syrern und eine aus Juden) |

Die Grenzen zwischen den Vierteln waren fast überall Märkte, das heißt, Zonen, wo die Bewohner benachbarter Viertel sich begegneten. Plätze, oft neben einem wichtigen religiösen Gebäude, waren zentral für die Struktur eines Stadtviertels, von hier gingen die Gassen maändernd in alle Richtungen aus, oft in Sackgassen endend. Dieses Gassengewirr hatte sich über das rechtwinklige Straßennetz der spätantiken und byzantinischen Stadt gelegt, das gleichwohl erkennbar blieb. Während im Christlichen und Armenischen Viertel europäische Dachkonstruktionen vorherrschten, sah man im jüdischen und muslimischen Viertel meist die orientalischen Kuppeldächer.

### Muslimisches Viertel
Mit etwa 30 Hektar Fläche ist das Muslimische Viertel das größte und auch am dichtesten bevölkerte der Altstadt. Begrenzt wird es im Norden und Osten durch die Stadtmauer, im Süden durch die Straße Tariq Bab as-Silsila und im Westen durch den Suq Chan ez-Zeit.
Besondere Bauwerke:
| Name                                                    | Baujahr                                   | Trägerschaft                                   | Foto |
| ------------------------------------------------------- | ----------------------------------------- | ---------------------------------------------- | ---- |
| St.-Anna-Kirche                                         | 12. Jahrhundert                           | Frankreich (französisches Generalkonsulat)     |      |
| Konkathedrale vom Allerheiligsten Namen Jesu            | 1872                                      | Kustodie des Heiligen Landes                   |      |
| Geißelungskapelle                                       | 1929                                      | Kustodie des Heiligen Landes                   |      |
| Verurteilungskapelle                                    | 1903                                      | Kustodie des Heiligen Landes                   |      |
| Kapelle des Simon von Kyrene                            | 1895                                      | Kustodie des Heiligen Landes                   |      |
| Kirche der Schmerzen Mariae                             | 1881 mit Bausubstanz des 12. Jahrhunderts | Armenisches Patriarchat von Jerusalem          |      |
| Ecce-Homo-Basilika und Kloster Notre Dame de Sion       | 1864                                      |                                                |      |
| Ecce-Homo-Bogen                                         | um 135 n. Chr.                            |                                                |      |
| Österreichisches Hospiz mit Kirche der Heiligen Familie | 1863                                      | Österreichische Gesellschaft vom Heiligen Land |      |

### Christliches Viertel
Mit 19 Hektar deutlich kleiner als das Muslimische Viertel findet sich das Christliche Viertel im Nordwesten der Stadt und wird nach Süden hin durch die David Street vom Armenischen Viertel abgegrenzt. Im Westen des Viertels gab es seit dem 19. Jahrhundert ein Areal mit repräsentativen europäischen Gebäuden, zweitens das Gebiet um die Grabeskirche, das durch den Pilgerbetrieb geprägt war, und ein reines Wohngebiet im Nordosten.
Besondere Bauwerke:
| Name                            | Baujahr                                                         | Trägerschaft                                                                                  | Foto |
| ------------------------------- | --------------------------------------------------------------- | --------------------------------------------------------------------------------------------- | ---- |
| Grabeskirche                    | älteste Teile 4. Jahrhundert; 12. Jahrhundert, spätere Umbauten | Sonderstatus: Griechisches Patriarchat, Kustodie des Heiligen Landes, Armenisches Patriarchat |      |
| Erlöserkirche                   | 1893–1898                                                       | Evangelische Jerusalemstiftung (EKD)                                                          |      |
| Christuskirche                  | 1849                                                            | Church’s Ministry among Jewish People (Missionsgesellschaft der Church of England)            |      |
| Salvatorkirche                  | 1885                                                            | Kustodie des Heiligen Landes                                                                  |      |
| Verkündigungskathedrale         |                                                                 | Melkitisches Patriarchat von Antiochia                                                        |      |
| Johanneskirche                  | 12. Jahrhundert                                                 | Griechisches Patriarchat                                                                      |      |
| Muristan                        | um 1900                                                         | Griechisches Patriarchat (als Grundeigentümer)                                                |      |
| Davidszitadelle                 | 16. Jahrhundert mit antiker Bausubstanz (Davidsturm)            | Jerusalem Foundation                                                                          |      |
| Al-Yaqoubi-Moschee              | 12. Jahrhundert                                                 | Großmufti von Jerusalem                                                                       |      |
| Al-Khanqah-al-Salahiyya-Moschee | 12. Jahrhundert                                                 | Großmufti von Jerusalem                                                                       |      |
| Omar-Moschee                    | 12. Jahrhundert                                                 | Großmufti von Jerusalem                                                                       |      |

### Armenisches Viertel
Das Armenische Viertel im Südwesten der Altstadt ist das unscheinbarste und touristisch am wenigsten erschlossene Viertel. Der alte römische Cardo maximus bildet die Trennlinie zum östlich angrenzenden Jüdischen Viertel.
Besondere Bauwerke:
| Name                           | Baujahr                            | Trägerschaft                                         | Foto |
| ------------------------------ | ---------------------------------- | ---------------------------------------------------- | ---- |
| St.-Jakobus-Kathedrale         | 12. Jahrhundert                    | Armenisches Patriarchat von Jerusalem                |      |
| Kirche der heiligen Erzengel   | 12. Jahrhundert                    | Armenisches Patriarchat von Jerusalem                |      |
| Kirche des heiligen Toros      |                                    | Armenisches Patriarchat von Jerusalem                |      |
| Markuskirche mit Markuskloster | 12. Jahrhundert, mehrfach umgebaut | Jerusalemer Erzbischof der syrisch-orthodoxen Kirche |      |
| Or-haChaim-Synagoge            | 18. Jahrhundert                    | Aschkenasisches Oberrabbinat                         |      |

### Jüdisches Viertel
Die meisten Bauten im Jüdischen Viertel sind nach 1967 neu entstanden. Sie waren nicht als Wiederherstellung des früheren Zustands gemeint, sondern als selektive Rekonstruktion, mit der Absicht, ein „mythisches, antikes, jüdisches Jerusalem“ zu erschaffen. Das Jüdische Viertel sah nämlich am Anfang des 20. Jahrhunderts architektonisch dem Muslimischen Viertel ähnlich, daran wollte man bewusst nicht anknüpfen. Der Wiederaufbau des Stadtviertels wurde von einem Architektenteam geplant, wobei man allerdings nicht wusste, welche Einwohner es hierhin ziehen würde: religiöse oder säkulare Juden. Heute ist das Viertel von seinem Haredi-Bevölkerungsanteil geprägt, so dass der Architekturstil des Jüdischen Viertels mit den Haredim assoziiert wird (auch von diesen selbst) und für den Neubau anderer ultraorthodoxe Wohnviertel übernommen wurde.
Besondere Bauwerke:
| Name                            | Baujahr                                                 | Trägerschaft                 | Foto |
| ------------------------------- | ------------------------------------------------------- | ---------------------------- | ---- |
| Klagemauer (haKotel haMa'aravi) | Sieben Steinlagen aus herodianischer Zeit               |                              |      |
| Hurva-Synagoge                  | 2010, Rekonstruktion der Synagoge von 1864              | Aschkenasisches Oberrabbinat |      |
| Ramban-Synagoge                 | 13. Jahrhundert, mehrfach zerstört und wieder aufgebaut | Aschkenasisches Oberrabbinat |      |
| Vier sephardische Synagogen     | 16. bis 18. Jahrhundert                                 | Sephardisches Oberrabbinat   |      |
| Tzuf-Dvash-Synagoge             | 19. Jahrhundert                                         | Sephardisches Oberrabbinat   |      |

### Maghrebinerviertel

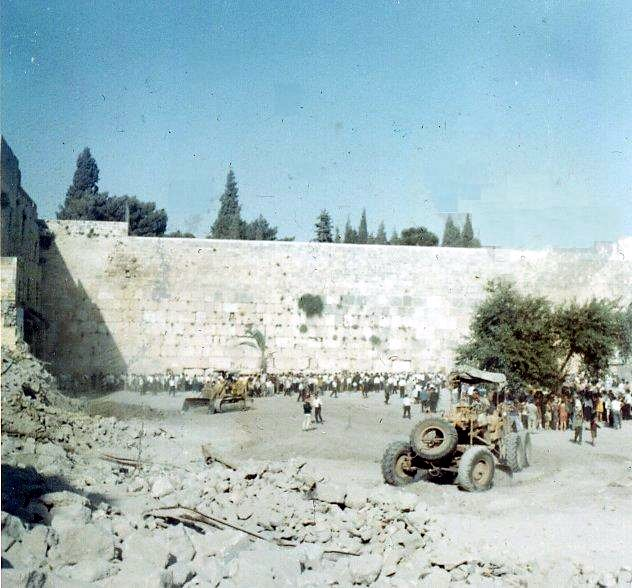
Eine Laderaupe (links) und ein Grader räumen die Reste des marokkanischen Viertels weg; im Hintergrund: die Klagemauer

Seit dem 16. Jahrhundert bis 1948 stand den jüdischen Betern an der Klagemauer nur ein Korridor von 22 Metern Länge und 3 Metern Breite zur Verfügung. Versuche von Moses Montefiore und Edmond Rothschild, durch Landkäufe einen besseren Zugang zu ermöglichen, schlugen fehl. Im Gegenteil, 1920 erklärte der Völkerbund den Bereich vor der Mauer und das angrenzende Maghrebinerviertel mit seiner Moschee zur „heiligen Stätte des Islam.“
Das Maghrebinerviertel, auch marokkanisches Viertel genannt (arabisch حارَة المَغارِبة, DMG Ḥārat al-Maġāriba), war vor mehr als 700 Jahren unter den Ayyubiden und Mameluken entstanden. Nach der Einnahme Ostjerusalems durch israelische Truppen wurde es in der Nacht vom 10. auf den 11. Juni 1967 abgerissen, um Platz für die heutige Western Wall Plaza zu schaffen:
Vieles an dieser Aktion ist bis heute nicht bekannt; verantwortlich waren neben dem Bürgermeister Teddy Kollek der designierte Militärgouverneur von Ost-Jerusalem, Schlomo Lahat, und der Oberkommandierende der Armee, Uzi Narkiss. Sie trafen die Entscheidung, das Maghrebinerviertel abreißen zu lassen, selbständig, ohne einen Auftrag dafür zu haben. Die einzige schriftliche Quelle ist ein handgezeichneter Plan, der die Grenzen des abzureißenden Wohngebiets festlegte. Um offizielle Stellen möglichst nicht damit in Verbindung zu bringen, verpflichteten sie 15 Bauunternehmer für die Abrissarbeiten, die wegen ihres Alters nicht zum Militär einberufen worden waren und die Aktion als patriotische Mission ansahen. Sie wurden 1987 in der Knesset geehrt und empfingen die Auszeichnung „Beschützer der Westmauer.“
Mit zwei Bulldozern hatten sie in einer Nacht 135 historische Wohnhäuser abgerissen. Die Bewohner sollen zuvor per Lautsprecher aufgefordert worden sein, sich zu sammeln und das Viertel durch das Zionstor zu verlassen. Das geschah aber nicht in jedem Fall. Eine ältere Frau, Haja Ali Taba’aki, starb im Bett unter den Trümmern ihres Hauses. Um 3 Uhr morgens war der Platz vor der Mauer frei.
Mehrere Gebäude am Rande des Viertels, darunter eine Moschee in der Nähe des Maghrebiner-Tores, wurden zunächst verschont und von der israelischen Regierung dem Jüdischen Viertel angegliedert. Im Jahr 1969 wurden auch diese Gebäude abgerissen.
Erst mehrere Monate nach der Vertreibung der Bevölkerung und der Zerstörung des Viertels, am 14. April 1968, gab das israelische Finanzministerium Räumungs- und Enteignungsbescheide an die Einwohner heraus. 650 Palästinenser wurden zwangsweise umgesiedelt.
An das ehemalige Viertel erinnert noch das Mughrabi-Tor (deutsch: Maghrebiner-Tor), welches von dem Platz, an dem das Maghrebinerviertel einmal lag, zum Tempelberg führt. Es ist über die Mughrabi-Brücke zu erreichen, die den einzigen Zugang zu den Moscheen auf dem Tempelberg für Nichtmuslime darstellt. Im Dezember 2011 wurde der Abbruch der 2004 errichteten Holzbrücke und der von den israelischen Behörden geplante Neubau durch internationale Proteste (vorläufig) verhindert.
Eine Luftaufnahme von 1931 aus dem Zeppelin Museum in Friedrichshafen zeigt in diesem Viertel eine kleine Moschee aus dem 12. Jahrhundert, die als Madrasa diente.

## Die Altstadtmauer und ihre Tore
Süleyman I. ließ in den Jahren 1532 bis 1542 auf byzantinischen und römischen Fundamenten die heutige Stadtmauer errichten. Der Bau verzögerte sich infolge des Streites über die Frage, ob der Zionsberg im Süden in die Mauer mit eingefasst werden sollte. Die Stadt entschied, dass die Franziskaner (OFM) als Verwalter des Berges für die Mehrkosten aufzukommen hätten. Da diese als Bettelorden aber nicht über die nötigen finanziellen Mittel verfügten blieb der Zionsberg außerhalb der Stadtmauer.
Im Südosten wird die Stadtmauer durch den Tempelberg unterbrochen, der als natürliches Hindernis hier die Mauer ersetzt.
Die Länge der Stadtmauer beträgt 4018 m, ihre Durchschnittshöhe 12 m und ihre durchschnittliche Breite 2,5 m. Sie enthält 34 Wachttürme und acht prachtvolle Tore. Im Norden sind dies das Damaskustor und das Herodestor. Im Osten das Löwentor und das Goldene Tor. Im Süden das Dungtor und das Zionstor, sowie im Westen das Jaffator. 1887 wurde in der nordwestlichen Ecke auch noch das sogenannte Neue Tor eingefügt. Zwei ehemalige Stadttore wurden später wieder zugemauert, das Goldene Tor in der östlichen Stadtmauer und die Huldah-Tore im Bereich der südlichen Stadtmauer. Sie sind aber als ehemalige Stadttore weiterhin gut in der Stadtmauer zu erkennen.
| Deutsch                 | Hebräisch                    | Arabisch                                                   | Foto | Baujahr                                                       | Ort                                            |
| ----------------------- | ---------------------------- | ---------------------------------------------------------- | ---- | ------------------------------------------------------------- | ---------------------------------------------- |
| Neues Tor               | השער החדש HaSha'ar HeChadash | الباب الجديد al-Bāb al-Dschadid                            |      | 1887                                                          | nördliche Stadtmauer                           |
| Damaskustor             | שער שכם Sha'ar Shkhem        | باب العامود Bāb al-ʿAmūd                                   |      | 1537                                                          | nördliche Stadtmauer                           |
| Herodestor              | שער הפרחים Sha'ar HaPerachim | باب الساهرة Bāb as-Sāhira                                  |      | unbekannt                                                     | nördliche Stadtmauer                           |
| Löwentor (Stephanustor) | שער האריות Sha'ar Ha'Arayot  | باب الأسباط Bāb al-Asbāt / باب ستنا مريم Bab Sittna Maryam |      | 1538–1539                                                     | östliche Stadtmauer                            |
| Misttor (Dungtor)       | שער האשפות Sha'ar Ha'Ashpot  | باب المغاربة Bāb al-Maghāriba                              |      | 1538–1540                                                     | südliche Stadtmauer                            |
| Zionstor                | שער ציון Sha'ar Tziyon       | باب النبي داود Bāb an-Nabī Dāwud                           |      | 1540                                                          | südliche Stadtmauer                            |
| Jaffator                | שער יפו Sha'ar Yafo          | باب الخليل Bāb al-Chalīl                                   |      | 1530–1540                                                     | westliche Stadtmauer                           |
| Goldenes Tor            | שער הרחמים Sha'ar HaRachamim | باب الرحمة Bāb ar-Rahma                                    |      | 6. Jahrhundert (verschlossen 1541)                            | östliche Stadtmauer                            |
| Huldah-Tore             | שערי חולדה Sha'arey Chulda   | أبواب خلدة Abwāb Chulda                                    |      | zur Zeit des Herodes (verschlossen etwa im 7./8. Jahrhundert) | südliche Stadtmauer im Bereich des Tempelbergs |

## Religiöse Vielfalt
Jerusalem gilt drei Religionen, dem Judentum, dem Christentum und dem Islam, als „Heilige Stadt“. Die außerordentliche religiöse Bedeutung Jerusalems gründet in den heiligen Schriften dieser Religionen (Tanach, Neues Testament und Koran) sowie in ihren heiligen Stätten in der Altstadt von Jerusalem (allen voran Kotel, Grabeskirche und Tempelberg). Die Altstadt umfasst „an die 255 Kirchen und christliche Stätten, etwa 160 Moscheen und muslimische Gebetsplätze sowie zwischen 80 und 110 Synagogen und Betstuben“. Die Jerusalemer Altstadt hat damit die weltweit höchste Dichte an Sakralbauten.